# Louis Victor Meriadec de Rohan
Louis Victor Meriadec de Rohan-Guéméné est un prince et militaire français, né le 20 juillet 1766 à Versailles, mort le 10 décembre 1846 à Sychrov (Bohême). Pendant la Révolution française, il rejoint l'armée des émigrés contre-révolutionnaires puis passe au service de la monarchie de Habsbourg. Il combat dans les guerres de la Révolution et de l'Empire. 

## Biographie
Louis Victor Mériadec de Rohan, titré comte de Saint-Pol (plus tard prince de Rohan), né dans la maison de Rohan, une des premières familles de la cour de France, est le fils de Henri Louis Marie de Rohan, prince de Guéméné, duc de Montbazon, et de Victoire Armande Josephe de Rohan Soubise. Il est le frère cadet de Charles-Alain-Gabriel de Rohan. 
Il devient grand chambellan de France et entre dans l'armée royale. En 1791, il fait partie des émigrés qui refusent le nouveau régime. Il sert dans l'armée des émigrés financée par la Grande-Bretagne puis passe au service de la monarchie de Habsbourg en 1794 avec le grade de colonel, (ou en 1797 selon Louis-Gabriel Michaud). En 1801, il est élevé au grade de major-général,.

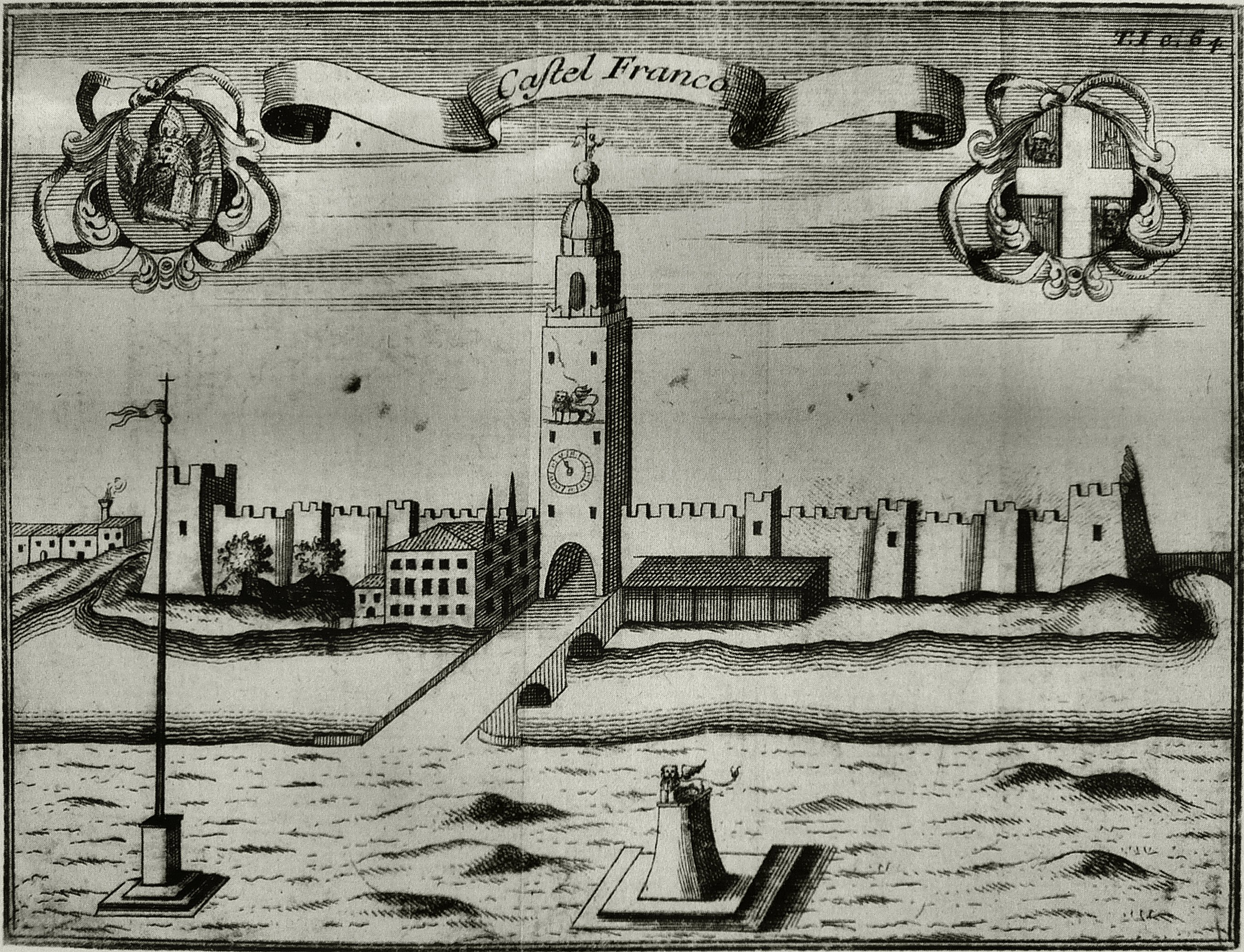
Castelfranco Veneto, dessin de Vincenzo Coronelli, 1697.

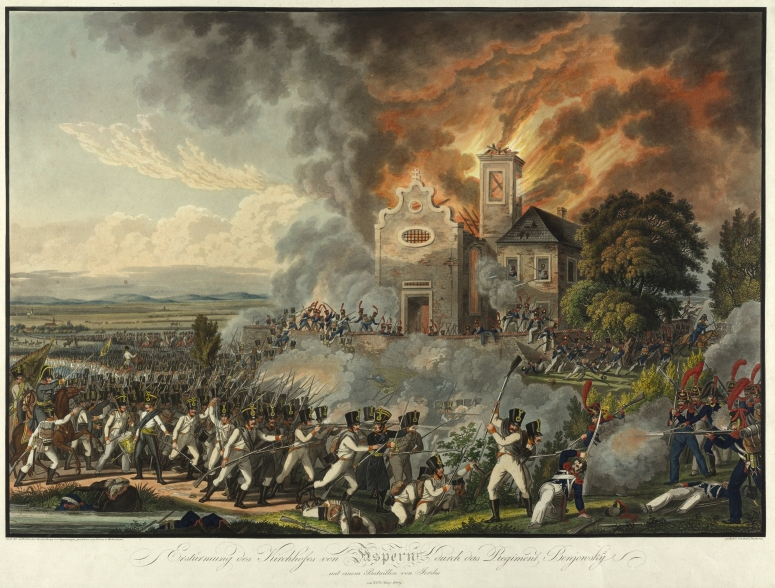
Assaut de l'infanterie autrichienne à la bataille d'Essling le 22 mai 1809, toile de Franz von Habermann, XIXe s.

Pendant la campagne d'Allemagne de 1805, il sert dans l'armée du général Karl Mack ; dans la campagne d'Ulm, il est blessé au bas-ventre mais contribue à la retraite de l'archiduc Ferdinand qui échappe à l'encerclement dans Ulm et rejoint la Bohême. Louis Victor de Rohan commande ensuite une brigade au Tyrol dans les troupes de l'archiduc Jean,. 
En novembre 1805, poursuivi par les troupes françaises du maréchal Ney, il cherche vainement à faire sa jonction avec le corps de Jelačić qui, entre-temps, a capitulé dans le Vorarlberg. Avec les forces qui lui restent (4 000 fantassins et 1 000 cavaliers), Rohan décide de passer en Vénétie par Trente et la vallée de l'Adige pour rejoindre l'armée autrichienne de l'archiduc Charles. Mais il se heurte aux troupes françaises de Gouvion-Saint-Cyr, récemment rappelées du royaume de Naples. À la bataille de Castelfranco Veneto, le 24 novembre 1805, Rohan charge « avec une vigueur désespérée » selon le rapport de Gouvion Saint-Cyr mais, encerclé par les troupes françaises et polonaises, il est obligé de se rendre.
Libéré après le traité de Presbourg, signé le 26 décembre 1805, Rohan est décoré de l'ordre de Marie-Thérèse le 28 mai 1806. 
En 1808, il est fait prince de l'empire d'Autriche et nommé propriétaire du 21e régiment d'infanterie. Le 4 mai 1809, il est promu feld-maréchal-lieutenant.  
Pendant la campagne d'Autriche de 1809, il sert dans le corps du prince Rosenberg-Orsini et combat à Essling et Wagram où il est gravement blessé le 6 juillet 1809, ce qui met fin à sa carrière militaire,. 
A la Restauration, en 1814, il regagne la France. En 1829, il rachète, non loin de Paris, le château de Vigny, vendu en 1822 par les héritiers de son grand-père maternel, le maréchal de Soubise. 
A la fin du mois d'août 1830, il assiste, avec sa famille, aux obsèques de son cousin, le dernier prince de Condé. 
Avec d'autres membres de sa famille, il fait attaquer, par l'avocat Antoine Hennequin, le testament du défunt en faveur du duc d'Aumale, défendu lui-même par Phlippe Dupin. 
Etant retourné ensuite vivre en Bohème, à la suite de la Révolution de 1830,, il revend en 1844 le château de Vigny et meurt deux ans plus tard au château de Sychrov. 
À la mort de son frère ainé, en 1836, il était devenu le chef de la Maison de Rohan, duc de Bouillon, prince de Guéméné et duc de Montbazon,.  
À sa mort en 1846, les titres passent à son neveu Camille Philippe Joseph Idesbald de Rohan, fils de sa sœur Marie-Louise Thérèse. 

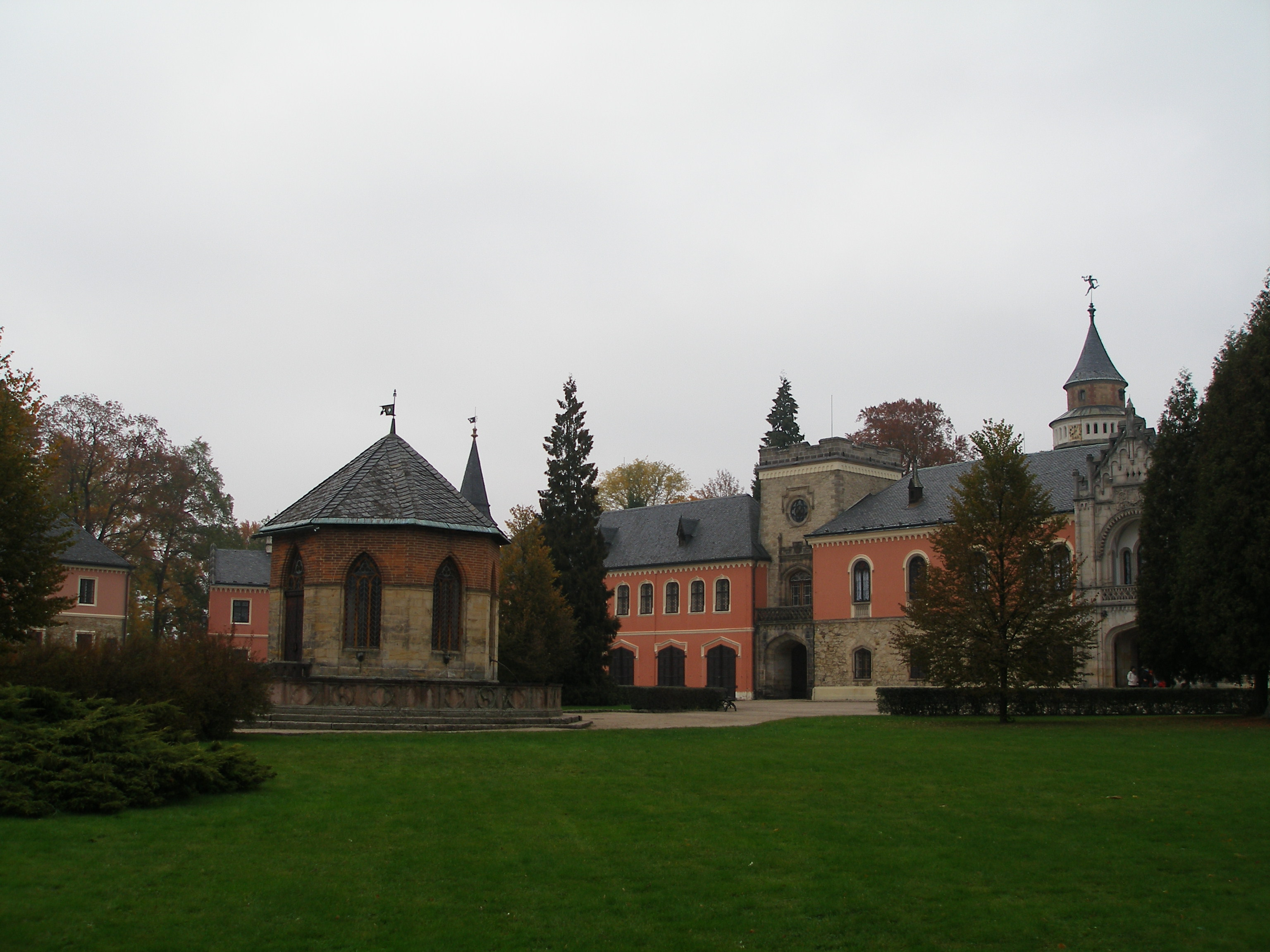
Le château de Sychrov, propriété familiale des Rohan-Guéméné en Bohême, refait dans le style néogothique au milieu du XIXe s.

### Mariage
Le 23 juillet 1800, il épouse Berthe de Rohan, fille et unique enfant de son frère Charles-Alain-Gabriel de Rohan, duc de Montbazon, et de Louise Aglaé de Conflans d'Armentières. Le couple reste sans enfant,.  